# Kanyok (peuple)
Pour les articles homonymes, voir Kanyok.
Les Kanyok sont une population de langue bantoue d'Afrique centrale vivant en République démocratique du Congo. 

## Origines
Les kanyok , d'après leurs traditions orales ce sont des migrants Luba partis au Kasaï à la recherche des terres fertiles (cfr mukash kalel;tshonda omasombo:le Kasaï un nœud gordien dans l'espace congolais.)

## Ethnonymie
Selon les sources et le contexte, on observe plusieurs formes : Balungu, Bena Kanioka, Bin Kaniok, Kaniaka, Kaniika, Kanioka, Kaniokas, Kaniok, Kanioks, Kanjika, Kanjoka, Kanyika, Kanyiki, Kanyoka, Kanyoks.

## Langue
Leur langue est le kanyok, une langue bantoue dont le nombre de locuteurs était estimé à 200 000 en République démocratique du Congo en 1991. Le kanyok est identique au tshiluba[réf. nécessaire].

## Culture
La culture kanyok est la même que la culture luba étant donné que le royaume des kanyok est l'un des quatre royaumes luba qui existèrent[réf. nécessaire].

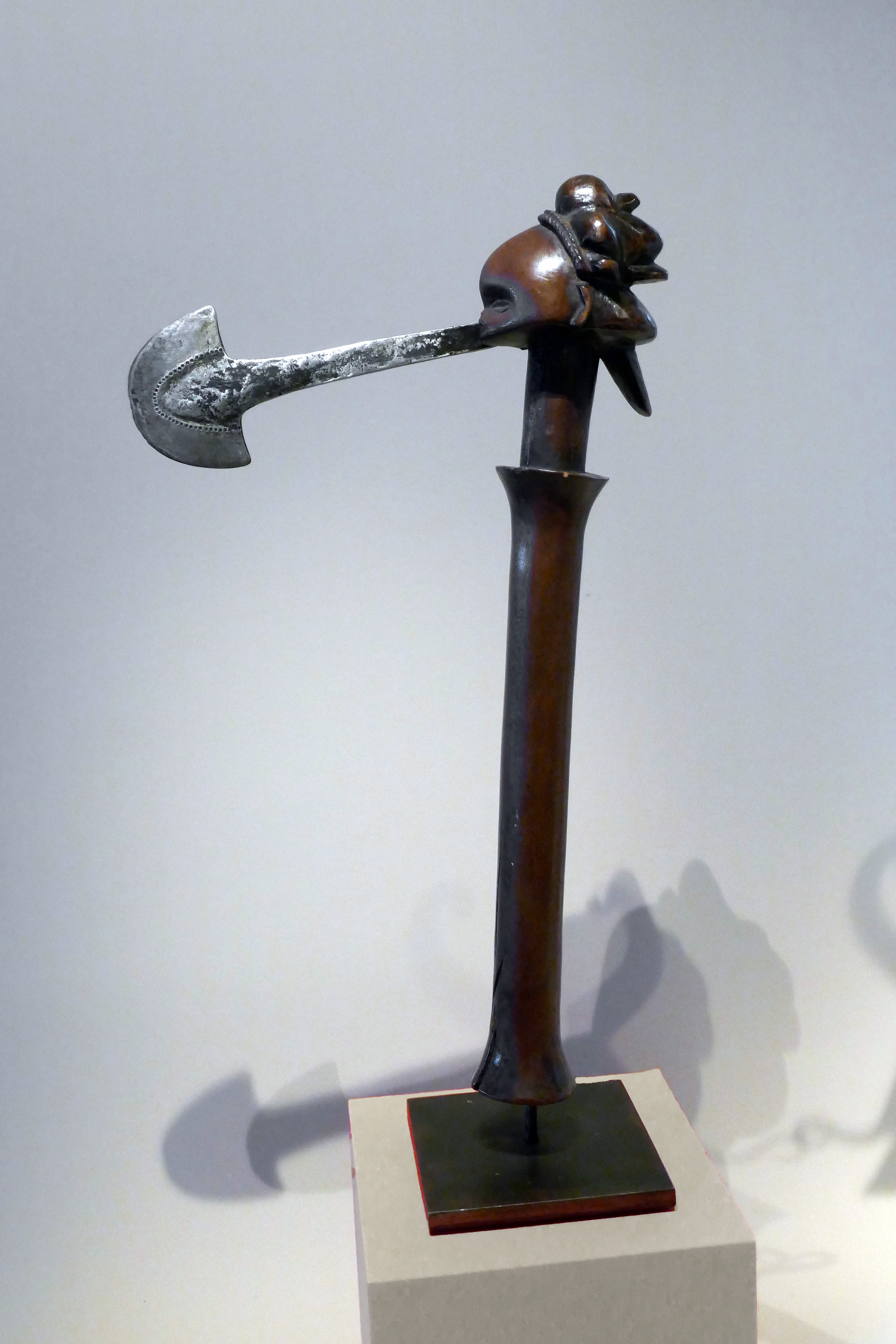
Hache Kalundwe et Kanyok.
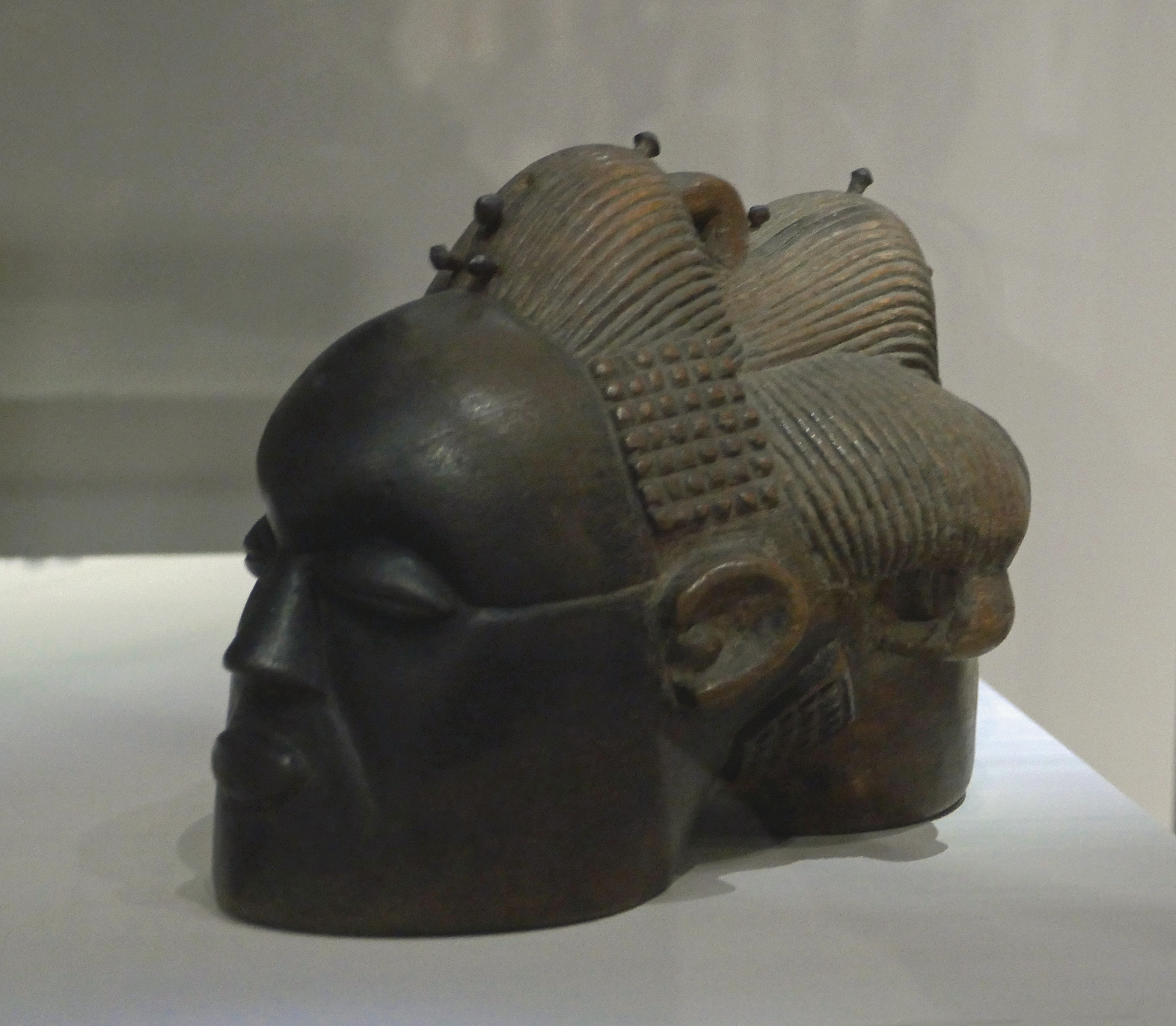
Récipient anthropomorphe musenge[3].
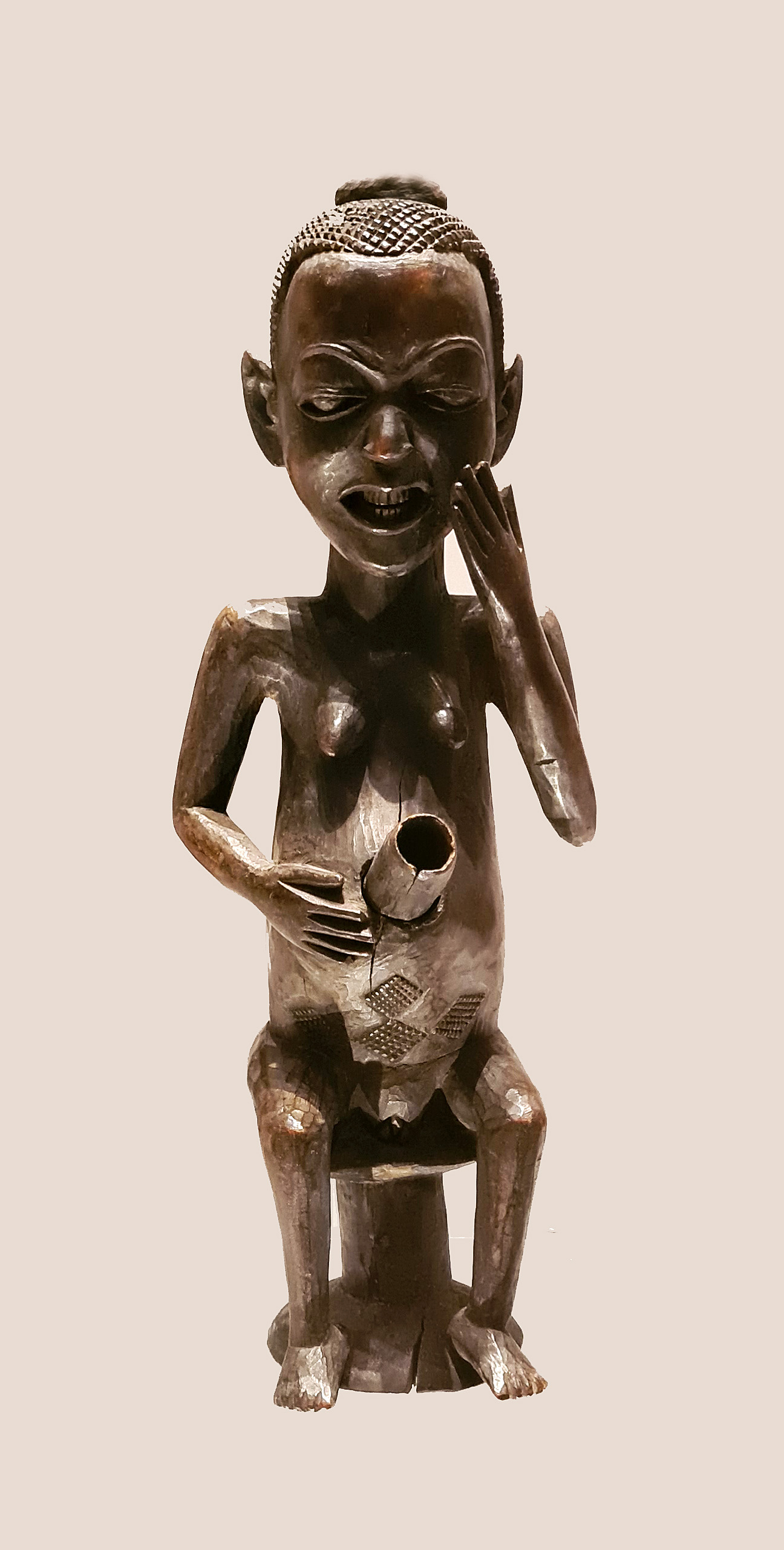
Pipe en forme de femme assise[4].

### Discographie
- (en) Kanyok and Luba : southern Belgian Congo : 1952 & 1957 (Hugh Tracey, collecteur), International Library of African Music, Grahamstown (Afrique du Sud), 1998, 1 CD (68 min 53 s) + 1 brochure (16 p.)